# 휘릉 (조선)
휘릉(徽陵)은 조선 제16대 왕 인조의 계비 장렬왕후(莊烈王后)의 능이다. 경기도 구리시 인창동에 있으며, 사적 제193호로 지정되어 있다.

## 개요
인조 2년 1624년에 한원부원군 조창원의 딸로 태어나 인조의 정비인 인렬왕후가 1635년에 승하하자, 삼년상을 치른 인조 16년 1638년 15세의 나이로 왕비에 책봉되었다. 그러나 후세를 남기지 못하고 입궁 11년 만인 1649년에 26세의 나이로 인조를 먼저 떠나보내고, 법적인 아들 17대 효종을 1659년에, 18대 현종을 1674년에 먼저 보내고, 19대 왕인 숙종 14년 1688년에 64세의 나이로 승하하여 1688년 12월에 안장되었다.

## 같이 보기
- 조선왕릉
- 예송논쟁
- 장렬왕후